# Emilio Kehrer
Emilio Giuseppe Kehrer (* 20. März 2002) ist ein deutscher Fußballspieler. Der Stürmer steht ab der Saison 2024/25 beim niederländischen Erstligisten Willem II Tilburg unter Vertrag.

## Verein
Kehrer stammt aus Ravensburg und begann dort das Fußballspielen in der Jugend des FV Ravensburg. Bereits 2017 wechselte er im Alter von 15 Jahren ins Nachwuchsleistungszentrum des SC Freiburgs. Dort durchlief er alle weiteren Jugendmannschaften und war 2019/20 Stammspieler der A-Junioren in der A-Junioren-Bundesliga. In der Saison konnte er in 19 Spielen 9 Treffer erzielen. Nachdem er zu Beginn der Saison 2020/21 erneut in der A-Jugend der Freiburger eingesetzt worden war, gehörte er ab Januar 2021 fest zum Kader der 2. Mannschaft des SC Freiburgs in der Regionalliga Südwest. Sein Debüt im Herrenbereich gab Kehrer am 9. Januar 2021 bei der 0:2-Niederlage gegen den SSV Ulm, als er in der 70. Spielminute für Nishan Burkart eingewechselt wurde. Am 16. Januar 2021 stand er erstmals in der Startelf der Freiburger Mannschaft und konnte beim 2:1-Sieg gegen die Zweite Mannschaft des VfB Stuttgarts direkt sein erstes Tor zum zwischenzeitlichen 1:1 erzielen. Daraufhin etablierte sich Kehrer in den folgenden Spielen als wichtiger Teil der Mannschaft und stand öfters in der Startelf oder wurde eingewechselt. Insgesamt konnte er in 26 Spielen in der Regionalliga Südwest 11 Treffer erzielen und leistete somit einen wichtigen Beitrag dazu, dass die Freiburger die Liga gewinnen konnten und somit in die 3. Liga aufstiegen. In der 3. Liga gab Kehrer direkt am 1. Spieltag der Saison 2021/22 beim 0:0-Unentschieden gegen den SV Wehen Wiesbaden sein Debüt, bei dem er in der 83. Spielminute für Julius Tauriainen eingewechselt wurde. Am 28. August 2021 konnte er bei der 1:3-Niederlage gegen Viktoria Köln schließlich sein erstes Profitor erzielen. In den folgenden Spielen stand er auch öfters in der Startformation der Freiburger und absolvierte insgesamt 30 Ligaspiele, in denen er vier Treffer erzielte.
Im Juni 2022 wechselte Kehrer zum belgischen Erstligisten Cercle Brügge und unterschrieb dort einen Vertrag mit einer Laufzeit bis Sommer 2025 mit der Option der Verlängerung um eine weitere Saison. Dort hatte er zu Saisonbeginn allerdings mit Verletzungen zu kämpfen. Er debütierte für seinen neuen Verein am 7. August 2022 bei der 0:2-Niederlage gegen Standard Lüttich, bei der er in der 65. Spielminute für Kévin Denkey eingewechselt wurde. In der Folge verpasste er jedoch erneut mehrere Spiele verletzungsbedingt. Nach seiner Verletzung konnte sich Kehrer allerdings nicht in die erste Mannschaft spielen, kam jedoch als Einwechselspieler zu Einsatzzeiten. Am 21. Oktober 2022 konnte er schließlich beim 4:1-Sieg gegen den RSC Charleroi sein erstes Tor für die neue Mannschaft erzielen. Insgesamt bestritt er in der Saison infolge mehrerer Verletzungen 11 von 40 möglichen Ligaspielen für die erste Mannschaft, in denen er ein Tor schoss, sowie zwei Pokalspiele. Dazu kamen drei Spiele für die U 23-Mannschaft, die in der 2. Division Amateure Flandern spielt.
Nach den ersten sechs Spieltagen der neuen Saison, bei denen er viermal eingesetzt wurde, wurde Kehrer für den Rest der Saison vom Zweitligisten KMSK Deinze ausgeliehen. Im Sommer 2024 wechselte er zum niederländischen Erstligaaufsteiger Willem II Tilburg und unterzeichnete einen Vertrag bis 2027.

## Nationalmannschaft
2019 wurde Kehrer erstmals in den Kader der deutschen U18-Nationalmannschaft berufen. Er gab sein Länderspieldebüt für die Nachwuchsnationalmannschaft am 10. Dezember 2019 bei der 1:2-Niederlage gegen Serbien. Es blieb allerdings sein einziges Spiel in der U18. Nichtsdestotrotz wurde er 2020 erstmals von Christian Wörns in die deutsche U19-Nationalmannschaft berufen und gab am 3. September 2020 beim 1:1-Unentschieden gegen Polen sein Debüt. Im Jahr 2021 absolvierte er dann drei Partien für die U-20-Auswahl und traf dabei doppelt beim 4:0-Sieg gegen Rumänien in Potsdam.